# Ingeleben
Ingeleben è una frazione del comune tedesco di Söllingen, in Bassa Sassonia.
Ingeleben costituì un comune autonomo fino al 1º novembre 2016.

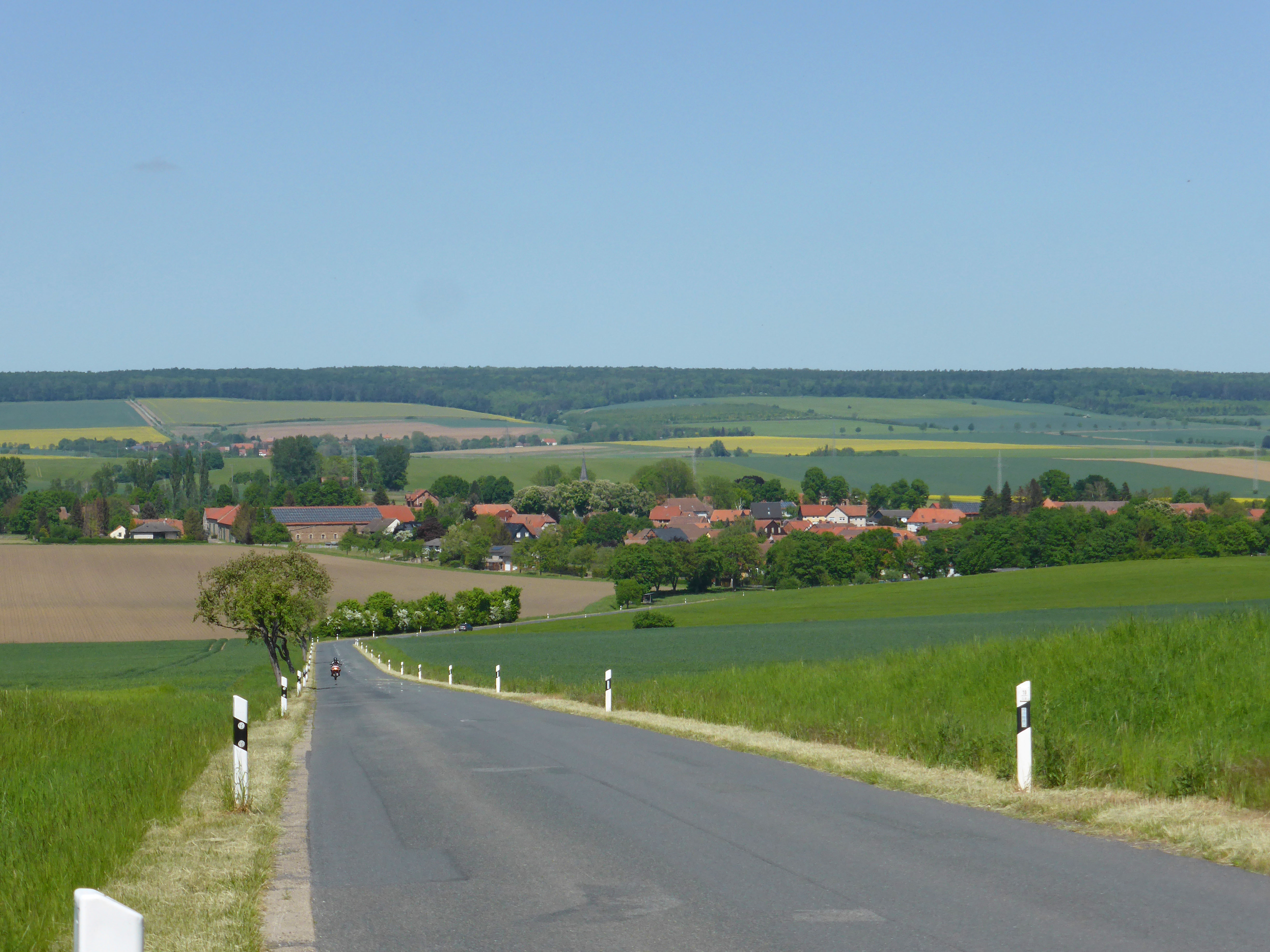
Vista di Ingeleben